# Foot in Mouth (album, Green Day)
Foot In Mouth je koncertní album americké punk rockové kapely Green Day. Toto živé album bylo vydáno jen v Japonsku. Singly byly zaznamenávany na různých koncertech od alba Dookie až po Insomniac.
| Název                     | Nahráno                                                  | Čas  |
| ------------------------- | -------------------------------------------------------- | ---- |
| 1. Going to Pasalacqua    | 2. prosinec, 1995 Johanneshaov, Stockholm, Švédsko       | 3:52 |
| 2. Welcome to Paradise    | 11. březen, 1994 Jannus Landing, St. Petersburg, Florida | 3:41 |
| 3. Geek Stink Breath      | 2. prosinec, 1995 Johanneshaov, Stockholm, Švédsko       | 2:17 |
| 4. One of My Lies         | 11. březen, 1994 Jannus Landing, St. Petersburg, Florida | 2:21 |
| 5. Stuck with Me          | 2. prosinec, 1995 Johanneshaov, Stockholm, Švédsko       | 2:31 |
| 6. Chump                  | 11. březen, 1994 Jannus Landing, St. Petersburg, Florida | 2:33 |
| 7. Longview               | 11. březen, 1994 Jannus Landing, St. Petersburg, Florida | 3:34 |
| 8. 2,000 Light Years Away | 11. březen, 1994 Jannus Landing, St. Petersburg, Florida | 2:36 |
| 9. When I Come Around     | 27. leden, 1996 Harumi Arena, Tokyo, Japonsko            | 2:42 |
| 10. Burnout               | 11. březen, 1994 Jannus Landing, St. Petersburg, Florida | 2:25 |
| 11. F.O.D.                | 26. březen, 1996 at Sporthalle, Praha                    | 2:25 |

Singly 2,4,6,7,8,10 byly také použity k albu Live tracks